# Dinera lugens
Dinera lugens är en tvåvingeart som först beskrevs av Christian Rudolph Wilhelm Wiedemann 1830.  Dinera lugens ingår i släktet Dinera och familjen parasitflugor. Inga underarter finns listade i Catalogue of Life.